# Daniel Smethurst
Daniel Smethurst (* 13. Oktober 1990 in Oldham) ist ein ehemaliger britischer Tennisspieler aus England.

## Karriere
Daniel Smethurst war auf der ITF Junior Tour von 2006 bis 2008 aktiv und gewann dort zwei Einzel- und vier Doppeltitel. Bei Grand-Slam-Turnieren erreichte er viermal die zweite Runde im Einzel, während er im Doppel zweimal das Viertelfinale erreichte. Platz 29 wurde seine höchste Platzierungh.
Bei den Profis spielte er fast ausschließlich auf der ATP Challenger Tour und der ITF Future Tour. Er konnte 12 Einzel- und 19 Doppelsiege auf der Future Tour feiern. Auf der Challenger Tour gewann er das Doppelturnier in Champaign im Jahr 2013 sowie zwei weitere Turniere in der Saison 2014.
2014 feierte er durch eine Wildcard sein Grand-Slam-Debüt in Wimbledon, wo er John Isner glatt in drei Sätzen unterlag. Im Doppel, wo er ebenfalls dank einer Wildcard ins Hauptfeld kam und mit Edward Corrie als Partner spielte, scheiterte er in der Auftaktrunde an Johan Brunström und Frederik Nielsen. 2016 spielte er sein letztes Profiturnier.

## Erfolge
| Legende (Anzahl der Siege)  |
| Grand Slam                  |
| ATP World Tour Finals       |
| ATP World Tour Masters 1000 |
| ATP World Tour 500          |
| ATP World Tour 250          |
| ATP Challenger Tour (3)     |

### Doppel

#### Turniersiege
| Nr. | Datum             | Turnier    | Belag         | Partner       | Finalgegner                     | Ergebnis          |
| --- | ----------------- | ---------- | ------------- | ------------- | ------------------------------- | ----------------- |
| 1.  | 16. November 2013 | Champaign  | Hartplatz (i) | Edward Corrie | Austin Krajicek Tennys Sandgren | 7:65, 0:6, [10:7] |
| 2.  | 22. März 2014     | Rimouski   | Hartplatz (i) | Edward Corrie | Germain Gigounon Olivier Rochus | 6:2, 6:1          |
| 3.  | 20. Juli 2014     | Binghamton | Hartplatz     | Daniel Cox    | Marius Copil Serhij Stachowskyj | 6:73, 6:2, [10:6] |